# Their First Kidnapping Case
Their First Kidnapping Case est un court métrage muet américain réalisé par Mack Sennett, sorti en 1912.

## Fiche technique
- Titre : Their First Kidnapping Case
- Réalisation : Mack Sennett
- Société de production : Biograph Company
- Format : Noir et blanc - 1,33:1 - film muet
- Durée :
- Date de sortie : 
  - États-Unis : 11 avril 1912

## Distribution
- Mack Sennett
- Fred Mace
- Edward Dillon
- Dell Henderson